# El Mourakeb
El Mourakeb (arabe : المراقب) est un patrouilleur de la marine algérienne de la classe Kebir. Son indicatif est le 342.
El Mourakeb a été mis en chantier en juin 1981 au chantier naval Brooke Marine situé à Lowestoft. Lancé en 1983, il est affecté a la marine algérienne depuis le 12 juin 1983.